# SNCF

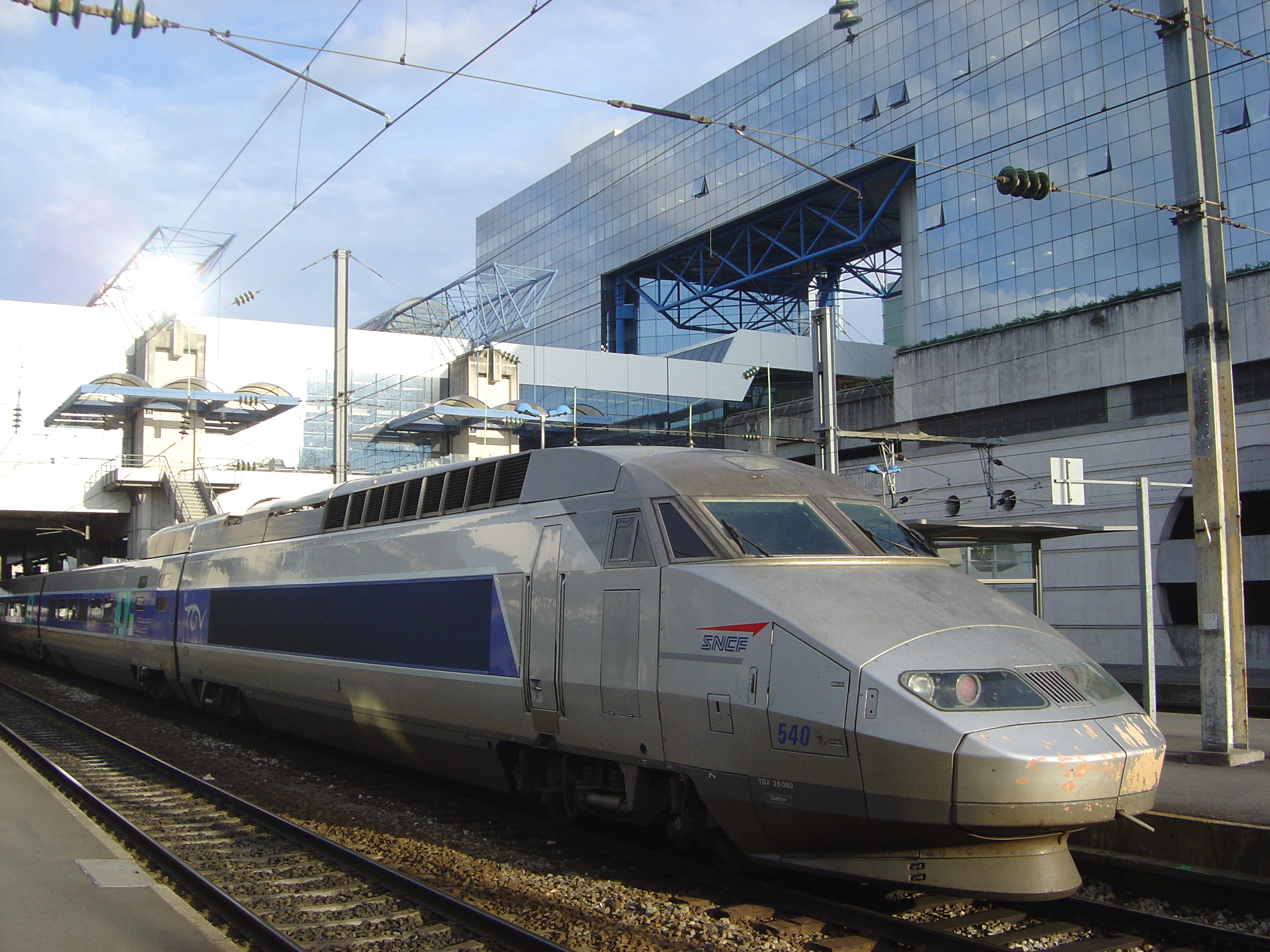
TGV

SNCF (förkortning för Société Nationale des Chemins de fer Français) är det statliga järnvägsbolaget i Frankrike. Bolaget bildades 1937.

## Historia
Omkring 1830 byggdes de första järnvägarna i Frankrike på initiativ av privata bolag som fick koncessioner av staten. 1879 beslöts att alla orter med mer än 1 500 invånare skulle få tillgång till järnväg och detta skulle ske genom byggandet av smalspår. På 1930-talet lades många av smalspåren ner på grund av bristande ekonomi och ökad konkurrens från vägtrafik. Detta blev början till ett förstatligande av järnvägen och 1937 skrevs fördraget för skapandet av ett nationellt järnvägsbolag under. Detta innebar att bolagen Est, Nord, PLM, PO-Midi samt de statliga bolagen État och AL gick samman i SNCF. Det nya bolaget ägdes av staten till 51 procent och resterande del av de tidigare självständiga bolagen.
SNCF:s höghastighetståg heter TGV, Train à Grande Vitesse, och började gå i trafik 1981 och kom att bli en föregångare för moderna höghastighetståg i Europa. SNCF har byggt ut sitt höghastighetsnät genom åren.